# 龍泉寺 (岡山市)
龍泉寺（りゅうせんじ）は、岡山市北区下足守にある日蓮宗最上教総本山の寺院。木村武山画の仏画で知られる。

## 歴史
- 天平勝宝年間、報恩大師が創建。
- 江戸時代、備中高松領主の花房氏の影響で天台宗から日蓮宗に改宗。
- 昭和26年（1951年）日蓮宗最上教派の本山となる。

## 境内
- 現在の建築、石垣のほとんどは承進院日護（明治38年（1905年）没）が再興したもの。

## 寺宝
- 稲荷大明神像

## 参考資料
- 山陽新聞社「最上本山 御滝 龍泉寺」『吉備の国寺社巡り（2011年版）』山陽新聞社、岡山市北区、2011年5月12日、18-19頁。2014年1月4日閲覧。

## 周辺施設
- 芦守八幡宮
- 近水園